# Tommi Paakkolanvaara
Tommi Paakkolanvaara (* 1. März 1983 in Oulunsalo) ist ein finnischer Eishockeyspieler, der seit Mai 2015 bei der Leksands IF in der schwedischen HockeyAllsvenskan unter Vertrag steht. 

## Karriere
Tommi Paakkolanvaara spielte bereits im Nachwuchsbereich für Kärpät Oulu, für dessen Profiteam er in der Saison 2002/03 sein Debüt in der SM-liiga gab. Seit seinem Debüt hat der Verteidiger mit Kärpät in den Jahren 2004, 2005, 2007 und 2008 viermal den Meistertitel in der SM-liiga gewonnen, wurde 2003 und 2009 Vizemeister und 2006 Dritter. Zudem erreichte er mit Kärpät in den Jahren 2005 und 2006 zweimal das Finale um den IIHF European Champions Cup, wobei die Mannschaft jeweils den beiden russischen Vertretern HK Awangard Omsk und HK Dynamo Moskau unterlag.
2009 wechselte er zu den Pelicans nach Lahti.

## Erfolge und Auszeichnungen
| - 2003 Finnischer Vizemeister mit Kärpät Oulu - 2004 Finnischer Meister mit Kärpät Oulu - 2005 Finnischer Meister mit Kärpät Oulu - 2005 2. Platz beim IIHF European Champions Cup mit Kärpät Oulu - 2006 2. Platz beim IIHF European Champions Cup mit Kärpät Oulu | - 2007 Finnischer Meister mit Kärpät Oulu - 2007 Raimo-Kilpiö-Trophäe - 2008 Finnischer Meister mit Kärpät Oulu - 2009 Finnischer Vizemeister mit Kärpät Oulu |

## SM-liiga-Statistik
(Stand: Ende der Saison 2010/11)